# Al-Hadżar al-Aswad
Al-Hadżar al-Aswad (arab. ‏الحجر الأسود‎, Czarny Kamień) – miasto w Syrii, w muhafazie Damaszku. W spisie powszechnym z 2004 roku liczyło 84 948 mieszkańców.

## Historia
Wiosną 2015 roku miejscowość została zinfiltrowana przez terrorystów związanych z Państwem Islamskim (ISIS), którzy usiłowali utworzyć w niej bazę wypadową do ataków w kierunku Damaszku. Odtąd Al-Hadżar al-Aswad było areną walk pomiędzy rożnymi grupami zbrojnymi.

Działania armii syryjskiej na przedmieściach Damaszku, 2018.

Syria odzyskała kontrolę nad miastem 5 maja 2018. Zniszczoną podczas działań wojennych infrastrukturę odbudowano w 2021.